# Henderson, Texas
Henderson är en stad i den amerikanska delstaten Texas med en yta av 31,1 km² och en folkmängd som uppgår till 11 273 invånare (2000). Henderson är administrativ huvudort i Rusk County. Staden har fått sitt namn efter James Pinckney Henderson.

## Kända personer från Henderson
- Mark White, politiker, guvernör i Texas 1983-1987